# 钝叶黄檀
钝叶黄檀（学名：Dalbergia obtusifolia）为豆科黄檀属下的一个种。

## 扩展阅读
- 維基物種上的相關：钝叶黄檀